# Fridtjof Tischendorf
Fridtjof Tischendorf (ur. 29 marca 1997) – norweski snowboardzista specjalizujący się w konkurencjach freestyle.

## Kariera
Po raz pierwszy na arenie międzynarodowej pojawił się 22 marca 2015 w Kläppen, gdzie w zawodach FIS Race zajął trzecie miejsce w slopestyle’u. W zawodach Pucharu Świata zadebiutował 21 stycznia 2016 w Mammoth Mountain, zajmując dziesiąte miejsce w tej samej konkurencji. Tym samym już w swoim debiucie wywalczył pierwsze pucharowe punkty. Na podium zawodów tego cyklu po raz pierwszy stanął 7 stycznia 2017 w Moskwie, gdzie był trzeci w big air. W zawodach tych wyprzedzili go jedynie Rosjanin Władisław Chadarin i Antoine Truchon z Kanady. Najlepsze wyniki osiągnął w sezonie 2016/2017, kiedy to zajął 21. miejsce w klasyfikacji generalnej AFU, a w klasyfikacji slpoestyle’u był piętnasty. W 2017 roku wystąpił na mistrzostwach świata w Sierra Nevada, zajmując piętnaste miejsce w slopestyle’u i dwunaste w big air.

## Osiągnięcia

### Mistrzostwa świata
| Miejsce | Dzień    | Rok  | Miejscowość   | Konkurencja | Zwycięzca      |
| ------- | -------- | ---- | ------------- | ----------- | -------------- |
| 15.     | 11 marca | 2017 | Sierra Nevada | Slopestyle  | Seppe Smits    |
| 12.     | 17 marca | 2017 | Sierra Nevada | Big air     | Ståle Sandbech |

### Puchar Świata

#### Miejsca w klasyfikacji generalnej
- - AFU[2]
- sezon 2015/2016: 42.
- sezon 2016/2017: 21.
- sezon 2017/2018: 39.

#### Miejsca na podium
1. Moskwa – 7 stycznia 2017 (Big Air) – 3. miejsce
2. Szpindlerowy Młyn – 25 marca 2017 (slopestyle) – 2. miejsce
3. Seiser Alm – 17 marca 2018 (slopestyle) – 2. miejsce